# Hans von Davidson
Hans von Davidson (* 4. September 1904 in Koblenz; † nach 1961) war ein deutscher Kapitän zur See der Kriegsmarine.

## Leben
Hans von Davidson wurde am 1. Juli 1929 zum Oberleutnant zur See befördert. Nachfolgend diente er im Stab des Chefs der Marineleitung, Kapitän zur See Hermann Densch, und dort zusätzlich als Führer der Marinekommandiertenabteilung (MKA) im Reichswehrministerium. Er war im September/Oktober 1939 Marineverbindungsoffizier zum Oberkommando des Heeres. Im Oktober 1939 wurde er Kommandant des Zerstörers Z 4 Richard Beitzen und blieb dies bis Januar 1943. Der Zerstörer war unter seinem Kommando u. a. Ende Februar 1940 beim Unternehmen Wikinger gegen britische Fischdampfer in der Nordsee eingesetzt. Bei diesem Unternehmen griffen irrtümlich deutsche He 111 der II./KG 26 die ausmarschierenden Zerstörer an und erzielten auf der Leberecht Maass drei Bombentreffer. Bei ihren Ausweichmanövern gerieten die Leberecht Maass und die Max Schultz in eine britische Minensperre und sanken nach Minentreffern. Nur 60 Mann der Leberecht Maass konnten gerettet werden, den Untergang der Max Schultz überlebte keiner. Insgesamt verloren 578 Besatzungsmitglieder ihr Leben. Im Februar 1942 unterstützte Z 4 beim Unternehmen Cerberus den Kanaldurchbruch der Schlachtschiffe Scharnhorst, Gneisenau und des Schweren Kreuzers Prinz Eugen, nahm mit der Prinz Eugen am Unternehmen Sportpalast teil und war danach bis Januar 1943 in den Gewässern um Norwegen eingesetzt. Als Korvettenkapitän erhielt von Davidson am 25. März 1942 das Deutsche Kreuz in Gold verliehen.
Nach seinem Ausscheiden als Zerstörerkommandant war er bis Januar 1944 für fast ein Jahr Chef der Abteilung Allgemeine und Angelegenheiten der Seeoffiziere (MPA I) im OKM. Am 1. Oktober 1943 wurde er zum Kapitän zur See befördert.
Ab Februar 1944 war er bis April 1945 Chef des Stabes des Oberbefehlshaber der Kriegsmarine, Großadmiral Karl Dönitz. Nachdem Dönitz Reichspräsident geworden war, folgte auch von Davidson. So wurde er nach der Einstellung des Reichssenders Flensburg am 13. Mai 1945 Leiter des neu gebildeten Nachrichtenbüros der Regierung Dönitz, welchem über 200 Mitarbeiten unterstanden. Bereits am 23. Mai 1945 wurden die Angehörigen der Regierung Dönitz verhaftet.
Nach dem Krieg arbeitete er für die Gewerkschaft Philippine in Dortmund und veröffentlichte für das Unternehmen auch unterschiedliche Patente. 1954 war er ein Teilnehmer der Baden-Badener Unternehmergespräche (BBUG) und war neben Siegfried Wuppermann einer von einigen ehemaligen Wehrmachtsoffizieren. 1955 war er Prokurist der Gewerkschaft Philippine. Später war er Verkaufsdirektor Inland der Krupp AG. 1961 wurde er bei Krupp in Essen zum Abteilungsdirektor ernannt.
Am 26. September 1936 heiratete er in Roben beim Gut Steinbrücken Adelheid Remy (* 1917).